# Teasc
Teasc là một xã thuộc hạt Dolj, România. Dân số thời điểm năm 2002 là 3428 người.